# مستر بيست برجر
مستر بيست برجر (بالإنجليزية: Mr Beast Burger)‏ هي سلسلة مطاعم افتراضية امريكية أسسها مستر بيست وطورها أيضاً شخصية الإنترنت جيمي دونالدسون، هناك مواقع إفتراضية في أمريكا الشمالية وأوروبا مع خطط لتوسيع في المزيد من البلدان وزيادة عدد المواقع بشكل كبير.